# Gambialoa lobata
Gambialoa lobata är en insektsart som beskrevs av M. Firoz Ahmed 1979. Gambialoa lobata ingår i släktet Gambialoa och familjen dvärgstritar.
Artens utbredningsområde är Uganda. Inga underarter finns listade i Catalogue of Life.